# Hagen Schulze

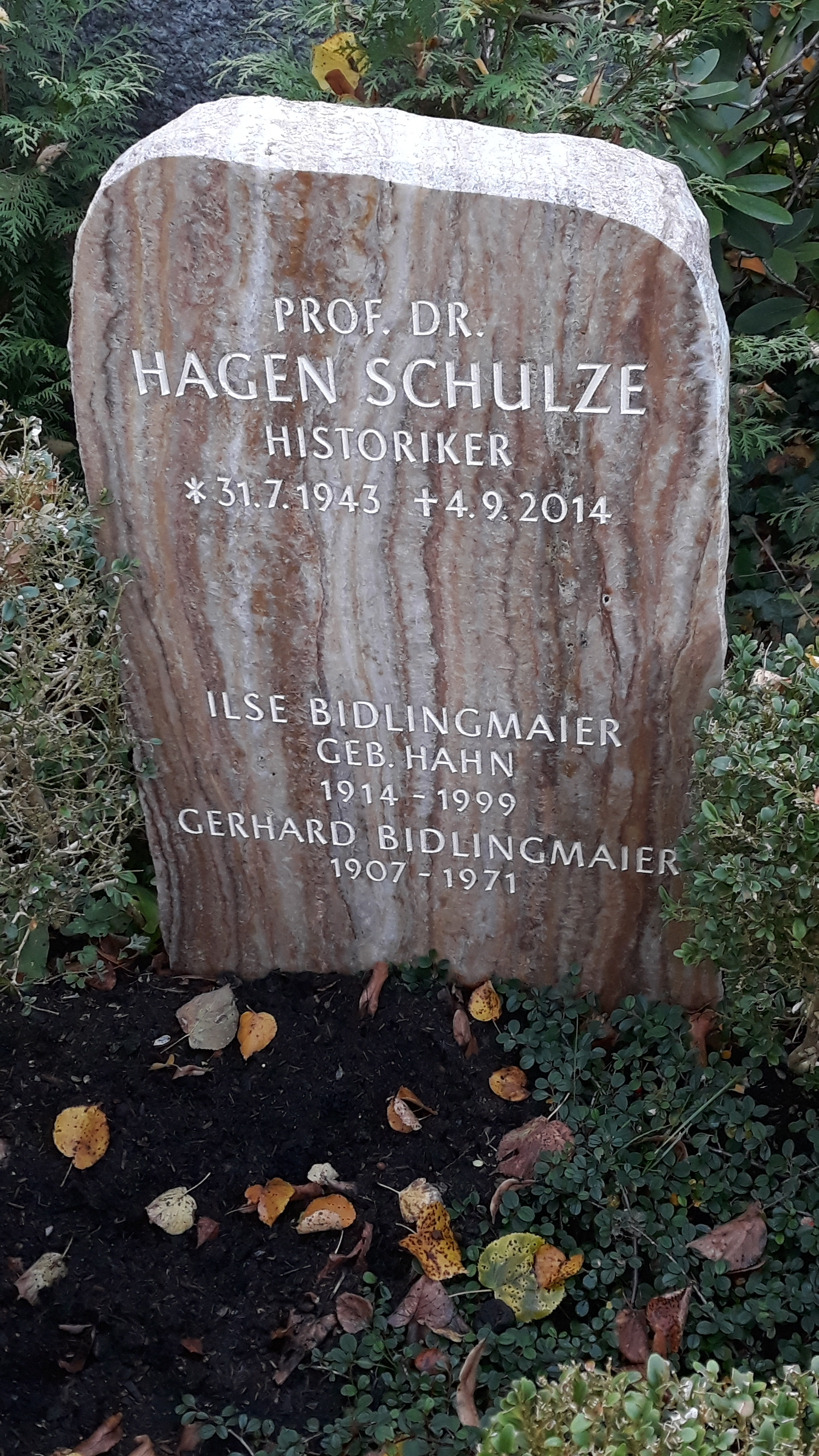
Das Grab von Hagen Schulze auf dem Friedhof Dahlem in Berlin.

Hagen Schulze (* 31. Juli 1943 in Tanger; † 4. September 2014 in Berlin) war ein deutscher Historiker mit dem Schwerpunkt Neuere Geschichte.

## Leben und Wirken
Hagen Schulzes Vater Peter Hans Schulze war seit 1942 als Mitarbeiter des Sicherheitsdienstes des Reichsführers SS (SD) an das Generalkonsulat Tanger abgeordnet und war nach dem Krieg Referatsleiter im Presse- und Informationsamt der Bundesregierung in Bonn. Seine Mutter, die Germanistin und überzeugte Nationalsozialistin Sigrid Hunke, war die Tochter des Buchhändlers Heinrich Hunke. Schulze besuchte von 1954 bis 1963 das humanistische Beethoven-Gymnasium in Bonn. Er studierte Mittlere und Neuere Geschichte, Philosophie und Politikwissenschaft an der Universität Bonn (1963–1963/64) und der Universität Kiel (1964–1967). Im November 1967 wurde er mit der von Michael Freund betreuten Arbeit über Freikorps und Republik 1918–1920 promoviert. Von Januar 1968 bis April 1971 war er für das Bundesarchiv in Koblenz als Wissenschaftlicher Mitarbeiter bei der Edition Akten der Reichskanzlei tätig. Dabei bearbeitete er das Kabinett Scheidemann. Die Edition dazu erschien 1971. Von Mai 1971 bis April 1976 war Schulze Wissenschaftlicher Mitarbeiter bei der Stiftung Preußischer Kulturbesitz in Berlin. Anschließend erhielt er von Mai 1976 bis April 1977 ein Habilitations-Stipendium der Deutschen Forschungsgemeinschaft.
Im Jahr 1977 habilitierte sich Schulze in Kiel bei Karl Dietrich Erdmann über das Thema Otto Braun oder Preußens demokratische Sendung. Eine Biographie. Von 1977 bis 1979 war er als Privatdozent an der Universität Kiel tätig. Nach einem Heisenberg-Stipendium folgten Lehrstuhlvertretungen an der FU Berlin (1978) und der Universität Kiel (1978/79). 1979 wurde er Professor für Neuere Geschichte sowie für Theorie und Methodologie der Geschichtswissenschaft am Friedrich-Meinecke-Institut der FU Berlin. 1985/86 war er Visiting Fellow (Gastwissenschaftler) am St Antony’s College in Oxford. Seit September 1989 lehrte er als ordentlicher Professor für Neuere Geschichte an der Universität der Bundeswehr München. Von Februar 1994 lehrte er bis 2006 als Professor für Neuere deutsche und europäische Geschichte am Friedrich-Meinecke-Institut. Zwischenzeitlich war er von Januar bis Juni 1996 Visiting Fellow (Gastwissenschaftler) am Institute for Advanced Study, Princeton. Von September 2000 bis 2006 war er Direktor des Deutschen Historischen Instituts in London. Für ein Jahr war er nochmals am Friedrich-Meinecke-Institut in Berlin tätig. Im Herbst 2007 trat er angesichts seiner Parkinson-Erkrankung in den vorzeitigen Ruhestand. Zu seinen akademischen Schülern gehörte unter anderem Benedikt Vallendar. Schulze starb am 4. September 2014 im Alter von 71 Jahren. Er hinterließ eine Frau und zwei Söhne, darunter den habilitierten Historiker Thies Schulze. Seine Ruhestätte befindet sich in Berlin auf dem Friedhof Dahlem.
Schulzes Lehr- und Forschungsschwerpunkte lagen in der vergleichenden Geschichte Europas, dem Nationalismus im europäischen Vergleich und der Rezeptionsgeschichte politischer und kultureller Symbole. Durch seine Habilitation über den preußischen Ministerpräsidenten Otto Braun galt Preußen in der Weimarer Republik nicht mehr als konservative Region; vielmehr sprach er Preußen eine „demokratische Sendung“ zu. Die Arbeit wurde zum Standardwerk und erschien 1981 in dritter Auflage. Seine Kleine deutsche Geschichte wurde ein Bestseller mit einer Auflage von 125.000 (Hardcover). Schulze widmete sich ebenfalls der Thematik der Nation und der nationalen Geschichte. In seinen Studien über die Geschichte des Nationalgefühls und der deutschen Nationalbewegung vom Ende des 18. Jahrhunderts bis zur Reichsgründung berücksichtigte er die neuen Ansätze der politischen Mentalitätsgeschichte und der Gedächtnisgeschichte. Zu diesem Themenfeld erschien 1994 das Standardwerk Staat und Nation in der europäischen Geschichte (1994). Mit Ina Ulrike Paul gab er 1994 eine vor allem für Geschichtslehrer konzipierte umfangreiche Quellenedition über die europäische Geschichte heraus. Zusammen mit Étienne François war er der Herausgeber der dreibändigen Darstellung Deutsche Erinnerungsorte (2001).

## Schriften (Auswahl)
Monographien
- Freikorps und Republik 1918–1920 (= Wehrwissenschaftliche Forschungen. Abteilung Militärgeschichtliche Studien. Bd. 8, ZDB-ID 1173304-4). Boldt, Boppard am Rhein 1969 (Zugleich: Kiel, Universität, Dissertation vom 15. November 1968).
- Otto Braun oder Preußens demokratische Sendung. Eine Biographie. Propyläen, Frankfurt am Main u. a. 1977, ISBN 3-550-07355-0 (Zugleich: Kiel, Universität, Habilitations-Schrift, 1977).
- Weimar. Deutschland 1917–1933. Severin & Siedler, Berlin 1982, ISBN 3-88680-050-4.
- Der Weg zum Nationalstaat. Die deutsche Nationalbewegung vom 18. Jahrhundert bis zur Reichsgründung (= dtv 4503). Deutscher Taschenbuch-Verlag, München 1985, ISBN 3-423-04503-5.
- Wir sind, was wir geworden sind. Vom Nutzen der Geschichte für die deutsche Gegenwart. Piper, München u. a. 1987, ISBN 3-492-03099-8.
- Gibt es überhaupt eine deutsche Geschichte? Siedler, Berlin 1989, ISBN 3-88680-324-4.
- Die Wiederkehr Europas. Siedler, Berlin 1990, ISBN 3-88680-380-5.
- Staat und Nation in der europäischen Geschichte. Beck, München 1994, ISBN 3-406-38507-9.
- Kleine deutsche Geschichte. Mit Bildern aus dem Deutschen Historischen Museum. Beck, München 1996, ISBN 3-406-40999-7.
  - neunte, erweiterte Auflage: dtv, München 2008, ISBN 978-3-423-34360-2.
- Phönix Europa. Die Moderne. Von 1740 bis heute. Siedler, Berlin 1998, ISBN 3-88680-393-7.

Edition
- Das Kabinett Scheidemann 13. Februar bis 20. Juni 1919. Boldt, Boppard am Rhein 1971, ISBN 3-7646-1543-5.

Herausgeberschaften
- mit Étienne François: Deutsche Erinnerungsorte. 3 Bände. C. H. Beck, München 2001, ISBN 3-406-47225-7.
- mit Ina Ulrike Paul: Europäische Geschichte. Quellen und Materialien. Bayerischer Schulbuch-Verlag, München 1994, ISBN 3-7627-6257-0.